# Złoczew
Złoczew (1939–1945 Schlötzau) ist eine Stadt in der Woiwodschaft Łódź in Polen. Sie ist Sitz der gleichnamigen Stadt-und-Land-Gemeinde mit 7131 Einwohnern (Stand 31. Dezember 2020).

## Geschichte
Die erste urkundliche Erwähnung des Ortes stammt aus dem Jahre 1496, als der Ort der Familie Ruszkowski gehörte. Andrzej Ruszkowski ließ 1600–1603 ein Kloster errichten, das zuerst von Zisterziensern übernommen wurde. Weiterhin wurde von ihm die Pfarrkirche des Apostels Andreas für die 1603 gegründete Pfarrei und 1600 bis 1617 ein Palast errichtet.
Sigismund III. Wasa verlieh dem Ort am 14. Dezember 1605 das Stadtrecht nach Magdeburger Recht. Die Vergabe des Rechtes enthielt das Privileg auf einen Wochenmarkt jeweils dienstags sowie jährlich fünf Jahrmärkte.
Während des Ersten Nordischen Krieges 1655–1660 wurde der Ort zerstört.
Mit der Zweiten Teilung Polens wurde der Ort 1793 Teil Preußens. Mit der Gründung des Herzogtums Warschau 1807 wurde er Teil desselben und 1815 Teil Kongresspolens. 1817 gab es in Złoczew einen Lehrer mit zehn Schülern. Es gab während dieser Zeit neben den Wochenmärkten etwa 10 Jahrmärkte im Jahr.
Nach dem Januaraufstand 1863/1864 kam es 1870 zu einer Verwaltungsreform durch Zar Alexander II., wobei der Ort wie viele andere Städte Polens sein Stadtrecht verlor.
Złoczew erhielt sein Stadtrecht 1916 während des Ersten Weltkrieges von den Deutschen wieder. Nach Ende des Krieges wurde die Stadt Teil des neu errichteten Polen.
1939 marschierte die Wehrmacht im Rahmen ihres Überfalls auf Polen in der Stadt ein.
Am 20. Januar 1945 erreichte die Rote Armee den Ort.
Bei einer Verwaltungsreform kam der Ort 1975 in die neu entstandene Woiwodschaft Sieradz, bei einer erneuten Reform 1999 wurde der Ort Teil der Woiwodschaft Łódź.

### Eingemeindungen
1916 wurden die Orte Stara Huta, Złoczewska, Cegielnia und Kolonia I, II, III, IV eingemeindet.

### Einwohnerentwicklung
Eine Erhebung über den Ort vermerkte für 1817 55 Häuser im Ort mit 784 Einwohnern.
| Jahr          | 1817 | 1877 | 1864 | 1910 | 2004 |
| Einwohnerzahl | 784  | 1000 | 2000 | 3200 | 3448 |

## Wappen
Der Ort hatte in seiner Geschichte zwei Wappen. Das erste aus dem 17. Jahrhundert hatte den Apostel Andreas als Motiv.
Die russische Regierung verlieh dem Ort 1849 ein neues Wappen.
Heute trägt die Stadt ein Wappen, das sich an das ursprüngliche anlehnt. Es zeigt den Apostel Andreas auf blauem Grund, der das ihn kennzeichnende Andreaskreuz hält. Weiterhin sind die Buchstaben S und A für Sanctus Andreas zu sehen.

## Kultur und Sehenswürdigkeiten
- Das Kloster der Kamaldulenser war ursprünglich 1600 bis 1603 für die Zisterzienser errichtet worden. 1683 bis 1692 erfolgte eine Erweiterung durch Wojciech Urbański. Seit 1949 dient es des Kamaldulensern als Kloster.
- Die Pfarrkirche des Apostels Andreas wurde 1611 bis 1614 von Andrzej Ruszkowski errichtet.
- Der Palast wurde ebenfalls von Andrzej Ruszkowski errichtet. Erbaut wurde er etwa 1614 bis 1617 und im 18. und 19. Jahrhundert grundlegend umgebaut. Der letzte Umbau wurde von den Deutschen während des Zweiten Weltkriegs vorgenommen.
- Der kirchliche Friedhof wurde 1846 angelegt. Das älteste noch erhaltene Grab stammt aus dem 19. Jahrhundert. Weiterhin befinden sich hier Gräber für die unbekannten Soldaten von 1939 sowie die Gräber von 17 gefallenen Deutschen aus dem Ersten Weltkrieg.

## Gemeinde
Zur Stadt-und-Land-Gemeinde (gmina miejsko-wiejska) Złoczew gehören die Stadt selbst und 20 Dörfer mit Schulzenämtern. etwa 153 km²